# Trippet stones
Der Steinkreis Trippet stones liegt nordöstlich von Blisland im Bodmin Moor, in der Nähe des Steinkreises Stripple stones in Cornwall in England. Der etwa 31,9 Meter messende, leicht ovale Steinkreis enthält acht aufrechte und vier liegende Steine. 
Die Steine stehen in einem durchschnittlichen Abstand von 3,7 m. Der größte misst 1,6 Meter. Die gefallenen Steine sind zwischen 2,1 und 1,6 m lang. William Collings Lukis geht von ursprünglich 26 und Aubrey Burl von 28 Menhiren aus. John Barnatt hält die Trippet-Steine für den Teil eines Gesamtkonzeptes in der Westhälfte des Bodmin Moor. Der Kreis stammt aus dem Spätneolithikum oder der frühen Bronzezeit.
Es gibt mehrere Menhire (Trehudreth Downs A bis C) und Steinkreise auf Bodmin Moor, darunter Fernacre, Stannon, die Stripple stones und The Hurlers.